# Jakob Schneider
Jakob Schneider (Ihringen, 18 aprile 1994) è un canottiere tedesco, vice-campione olimpico nell'otto a Tokyo 2020.

## Biografia
La sua squadra di club è il Ruderklub am Baldeneysee e.V..
Ai mondiali di Aiguebelette 2015 ha vinto l'argento nel due con, assieme a Clemens Ernsting e Jonas Wiesen.
Si è laureato campione iridato nell'otto per tre edizioni consecutive (Sarasota 2017, Plovdiv 2018 e Ottensheim 2019) e campione continentale per quattro edizioni degli europei (Račice 2017, Glasgow 2018 e Lucerna 2019, Poznań 2020).
Ha rappresentato la Germania ai Giochi olimpici estivi di Tokyo 2020, dove ha vinto la medaglia d'argento nell'otto con i connazionali Johannes Weißenfeld, Laurits Follert, Olaf Roggensack, Torben Johannesen, Malte Jakschik, Richard Schmidt, Hannes Ocik e Martin Sauer.

## Palmarès
- Giochi olimpici estivi

Tokyo 2020: oro nell'otto;
- Mondiali

Aiguebelette 2015: argento nel 2 con,
Sarasota 2017: oro nell'otto;
Plovdiv 2018: oro nell'otto;
Ottensheim 2019: oro nell'otto;
- Europei

Račice 2017: oro nell'otto;
Glasgow 2018: oro nell'otto;
Lucerna 2019: oro nell'otto;
Poznań 2020: oro nell'otto;